# たか (駆潜艇)
たか（ローマ字：JDS Taka, PC-303）は、海上自衛隊の駆潜艇。かり型駆潜艇の3番艇。艇名はタカに由来する。

## 艦歴
「たか」は、昭和29年度計画甲型駆潜艇3003号艇として、藤永田造船所で1956年1月18日に起工され、1956年11月17日に進水、1957年3月11日に就役し、佐世保地方隊に編入された。
1957年5月1日、佐世保地方隊第1駆潜隊に編入。
1960年12月1日、第1駆潜隊が横須賀地方隊隷下に編成替え。
1977年3月15日、除籍。